# Paolo Montarsolo
Paolo Montarsolo (Portici prop de Nàpols (Campània), 16 de març, 1925 - Roma (Laci), 31 d'agost, 2006), va ser un baix operístic italià especialment associat amb papers còmics.

## Biografia
Després d'estudis vocals a Nàpols i Milà, Montarsolo va debutar al Teatro San Carlo el 1949 i a La Scala el 1951, primer cantant petits papers però ràpidament es va consolidar en papers còmics en òperes de Wolfgang Amadeus Mozart i Gioachino Rossini, i va participar en molts revivals de Òperes del segle XVIII de compositors com Giovanni Battista Pergolesi, Luigi Cherubini, Domenico Cimarosa, Giovanni Paisiello, etc.
El 1954, va començar a aparèixer fora d'Itàlia, sobretot a Viena, Salzburg, París, Londres, Glyndebourne, i va fer el seu debut americà el 1957 a l'Òpera de Dallas, que va aparèixer posteriorment a l'Òpera de San Francisco, a la "Lyric Opera of Chicago" i al Metropolitan Opera a Nova York.
A més del repertori italià dels segles XVIII i XIX, també va obtenir un considerable reconeixement en papers de personatges com La forza del destino com Fra Melitone, Geronte a Manon Lescaut de Puccini, Gianni Schicchi, Der Rosenkavalier 
com Baró Ochs, el Doctor a Wozzeck, així com papers en moltes obres contemporànies de Rota, Tosatti, etc.
Es va retirar de l'escenari l'any 1997, però va continuar actiu com a director d'escena i professor. Va morir a Roma el 2006.